# قرار مجلس الأمن التابع للأمم المتحدة رقم 1180
قرار مجلس الأمن التابع للأمم المتحدة رقم 1180، المتخذ بالإجماع في 29 حزيران / يونيو 1998، بعد إعادة تأكيد القرار 696 (1991) وجميع القرارات اللاحقة بشأن أنغولا، ولا سيما القراران 1173 (1998) و1176 (1998)، مدد المجلس ولاية بعثة مراقبي الأمم المتحدة في أنغولا حتى 15 آب / أغسطس 1998.
أعرب مجلس الأمن عن قلقه الشديد إزاء الوضع الحرج في عملية السلام الأنغولية بسبب فشل يونيتا في تنفيذ اتفاقيات السلام وببروتوكول لوكاسا، وقرارات مجلس الأمن ذات الصلة. كما أعرب المجلس عن قلقه إزاء تدهور الحالة الأمنية في البلد نتيجة للهجمات المسلحة التي تشنها يونيتا ونقل الألغام الأرضية وحالات اللصوصية. ووردت أنباء عن انتهاكات خطيرة من جانب الشرطة الوطنية الأنغولية وتم التأكيد على أهمية سيادة القانون.
وبعد تمديد ولاية بعثة مراقبي الأمم المتحدة في أنغولا، قرر المجلس أيضاً مواصلة انسحاب عنصرها العسكري وفقا للقرار 1164 (1998). وطُلب من الأمين العام كوفي عنان إعادة النظر في النشر الإضافي للشرطة المدنية، كما طُلب منه الإبلاغ عن الحالة على الأرض بحلول 7 آب / أغسطس 1998.
وطالب القرار يونيتا بوقف الهجمات على بعثة المراقبين والموظفين الدوليين وحكومة الوحدة والمصالحة الوطنية والشرطة والمدنيين. كان على كل من الحكومة ويونيتا التعاون مع بعثة المراقبين في التحقيق في نزع سلاح يونيتا والامتناع عن زرع الألغام. وأثناء المشاورات غير الرسمية، أشاد المجلس أيضاً بضحايا حادث تحطم طائرة هليكوبتر أودى بحياة أفراد البعثة والممثل الخاص للأمين العام للأمين العام في أنغولا، عليون بلوندين باي.

## روابط خارجية
- نص القرار في undocs.org